# Silvano Schiavon
Silvano Schiavon (Scandolara, 4 novembre 1942 – Scandolara, 21 ottobre 1977) è stato un ciclista su strada italiano, professionista dal 1965 al 1974.

## Carriera
Esordì da professionista nel 1965 appena ventiduenne, per volontà di Eberardo Pavesi patron della Legnano, e già nello stesso anno corse il Giro d'Italia, classificandosi al tredicesimo posto. Al Giro del 1966 si classificò undicesimo e nella settima tappa, la Roma > Rocca di Cambio, fu battuto di soli tre secondi dal tedesco Rudi Altig.
Nel 1967 vinse la sua prima e unica gara tra i professionisti a Marina di Massa; al Giro si classificò dodicesimo (con un secondo posto nella seconda tappa, la Alessandria > La Spezia) e due terzi posti (nella quarta e settima tappa) e fu per tre giorni in maglia rosa. L'anno dopo partecipò sia al Giro che alla Tour de France, cui partecipò con la nazionale italiana, ottenendo buoni piazzamenti nella tappa del Giro del Blockhaus e in quella del Tour di Saint-Gaudens.
Nel 1969, in maglia Sanson, ebbe il compito di fare da spalla a Gianni Motta nel Giro: si classificò al quarto posto (con un terzo posto nella decima tappa) e per due giorni fu in maglia rosa. Nel 1970 ottenne un terzo posto nella dodicesima tappa del Tour e si classificò undicesimo al Giro. L'anno seguente ottenne il sesto posto al Giro e nell'edizione successiva ancora l'undicesimo. Nel 1972 vinse la classifica degli scalatori nella Tour de Suisse.
Nel 1974 lasciò il professionismo e tornò al suo paese natale. Morì in un incidente sul lavoro, schiacciato dal suo trattore, nel 1977, a soli 34 anni.

## Palmarès
- 1964 (dilettanti)

Giro del Piave
8ª tappa Giro delle Provincie del Lazio (Frascati > Velletri)
2ª tappa Giro della Valle d'Aosta (Gressoney-Saint-Jean > Champorcher)
- 1967 (Vittadello, una vittoria)

Gran Premio Marina di Massa-Pian della Fioba

### Altri successi
- 1972 (G.B.C.)

Classifica scalatori Tour de Suisse

## Piazzamenti

### Grandi Giri
- Giro d'Italia

1965: 13º
1966: 12º
1967: 12º
1968: 17º
1969: 4º
1970: 14º
1971: 6º
1972: 11º
1973: 27º
1974: 30º
- Tour de France

1968: 15º
1970: ritirato
- Vuelta a España

1967: 22º
1972: 24º

### Classiche monumento
- Milano-Sanremo

1966: 115º
1969: 101º
1972: 71º
1973: 100º